# Славистика
Слави́стика, славянове́дение — наука, изучающая языки, литературу, фольклор, историю, материальную и духовную культуру славянских народов.

## Подразделы
Более узкая специализация в рамках славистики возможна как по традиционным дисциплинам (лингвистика, филология, этнология) так и по интердисциплинарным областям, комплексно изучающим язык, историю, литературу и культуру (в том числе — современные), одной из стран Восточной Европы (примеры — русистика, украинистика, словакистика, полонистика). При этом вне славянского ареала в славистику и её региональные разделы могут включаться также и современная история страны, изучение её экономики и политики.

## История развития

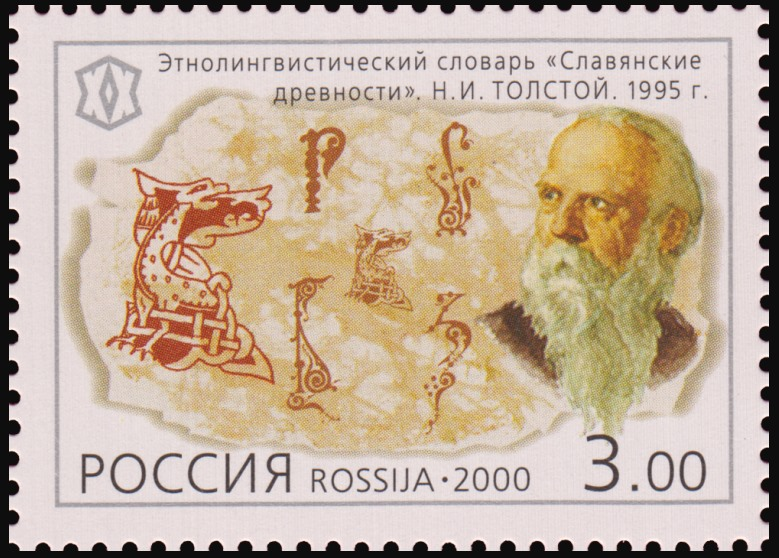
Почтовая марка 2000 года

Славистика развилась в конце XVII — начале XIX веков, вместе с развитием национального возрождения среди разных славянских народов и попытками развития идеологии панславизма.
С 1866 года в Воронеже начал издаваться «Славянский вестник» — научный сборник, ставший «первым в русской литературе опытом — дать в специальном издании исключительное место изучению Славянской литературы, старины и народности». Сборник выходил в качестве специального приложения к журналу «Филологические записки» под редакцией А. А. Хованского.
До 1870-х годов основными областями интереса были лингвистика и филология. Слависты сосредотачивали своё внимание на изучении памятников славянской письменности, на истории становления славянских народов, развитии национальных языков и литератур. В это время были созданы современные словари и грамматики для большинства славянских языков.
До Первой Мировой войны славистика, в первую очередь в разделах лингвистики и филологии, получила значительное распространение и развитие вне собственно славянских стран, в первую очередь вокруг Августа Лескина и Августа Шлейхера из Лейпцигского университета.
После Первой Мировой войны в лингвистике наиболее значительное развитие получила диалектология, славистика продолжала развиваться в первую очередь в славянских же странах.
После Второй Мировой войны, вслед за противостоянием советского блока с блоком НАТО, в США и странах Западной Европы появился повышенный интерес к происходящему в славянских странах, их истории и культуре. Таким образом, холодная война вызвала расцвет славистики, теперь включающей в себя, помимо лингвистики и филологии, многие гуманитарные и общественные науки.

## Славистические периодические издания
- Славяноведение (журнал)
- Славянский альманах
- Славянский вестник
- Acta Baltico-Slavica
- Byzantinoslavica
- Germanoslavica
- Revue des études slaves
- Russian Linguistics
- Slavica Slovaca
- Slavic Review
- Slověne. International Journal of Slavic Studies
- Scando-Slavica
- Studia Slavica et Balcanica Petropolitana

### Ресурсы
- Портал «Славистика»
- Виртуальная Библиотека «Восточная Европа»
- «Русская литература и фольклор» — Фундаментальная электронная библиотека.
- Библиографическая база данных по мировому славянскому языкознанию

### Центры изучения славистики
- Институт славяноведения РАН
- American Association for the Advancement of Slavic Studies
- Slavic, Eurasian, and East European Studies — Университет Дьюка
- Slavic and Eurasian Studies — Гарвард
- School of Slavonic and East European Studies — Университетский колледж Лондона
- Международный комитет славистов // Большая советская энциклопедия : [в 30 т.] / гл. ред.  А. М. Прохоров. — 3-е изд. — М. : Советская энциклопедия, 1969—1978.

### Журналы
- Славянский вестник
- «Славяноведение»
- Slavic Review
- The Russian Review
- The Slavonic and East European Review[англ.]